# Der Einsiedler von St. Georg
Der Einsiedler von St. Georg ist ein deutsches Stummfilmmelodram aus dem Jahre 1916 von Emmerich Hanus mit Friedrich Zelnik in der Haupt- bzw. Titelrolle.

## Handlung
Irgendwo im schneebedeckten Riesengebirge. Hierhin hat sich ein Mann zurückgezogen und wurde zum Einsiedler von St. Georg. Keiner kennt seine Lebensgeschichte, die ihn im Lauf vieler Jahre vom wohlhabenden Bergwerksdirektor zum Wetterwart und Eremiten werden ließ. Als er sich krank und elend fühlt, entsendet er zum ersten Mal einen telefonischen Hilferuf ins Tal. Bald darauf erscheint ein Arzt in seiner Wetterwart-Berghütte. In den zahlreichen Stunden, die der Mediziner am Bett des Maladen mit den schlohweißen Haaren wacht, durchblättert er dessen Aufzeichnungen, um sich ein Bild von seinem Patienten zu machen.
Rückblende: Kurt Owers war in jungen Jahren ein dynamischer, energiegeladener Mann, der sich im Bergbau engagiert hatte. Als Ingenieur hatte er eine Methode entwickelt, mit der Schlagwetter in ihren katastrophalen Auswirkungen „entschärft“ werden könnten. Es wurde ein Syndikat gebildet, dem sich sämtliche Erz- und Kohlegruben anschlossen, und Owers wurde zu dessen Direktor gewählt. Als er noch die Liebe seines Lebens fand und Vater einer Tochter wurde, schien das Glück von Owers perfekt. Doch dann brach ein Unglück nach dem anderen auf ihn ein. Ein Erpresser setzte den Bergwerksdirektor aufgrund eines eigentlich harmlosen Vergehens in dessen Jugend schwer unter Druck, und dann geschah während der Geburtstagsfeier seiner kleinen Tochter auch och ein Schlagwetter mit katastrophalen Auswirkungen, die auch seine Erfindung nicht verhindern konnte. Sofort eilte Owers an den Unglücksort und engagierte sich bei den Rettungsarbeiten unter Tage. Als er den Ausgang nicht mehr finden konnte, irrte er tagelang durch ausgebrannte Gänge und war der Ohnmacht nahe. Schließlich entdeckte Owers einen Erdspalt, durch den er ins Freie kroch.
Diese Erfahrung hat den bis dahin optimistischen Mann nicht nur traumatisiert, sondern schlagartig um Jahre altern lassen. Owers erfuhr, dass er als tot galt und kam zum Entschloss, die Anderen es weiterhin glauben zu lassen: Seine Liebsten waren durch die Lebensversicherung versorgt, und der Erpresser konnte ihn unter diesen Umständen nicht mehr weiter unter Druck setzen. Owers schlug sich zunächst als Tagelöhner durch, bis man ihm die Stelle eines Wetterwarts im weit abgelegenen Hochgebirge anbot. Ende der Rückblende.
Der Arzt entspricht der Bitte des langsam genesenden Alten, Nachforschungen anzustellen, wie es in den letzten Jahren wohl seiner Familie ergangen ist. Der Mediziner kehrt mit der frohen Botschaft auf die Wetterstation zurück, dass er Owers’ Tochter ausfindig gemacht habe. Sie sei wohlauf und Mutter. Ehe er stirbt, wolle er, so Owers zu dem Arzt, seine Tochter noch einmal sehen. Und so steigt Owers eines Tages ins Tal hinab und begibt sich zu dem Haus, wo seine Tochter mit ihrem Mann wohnt. Als ein kleines Mädchen vor ihn tritt, erkennt der Einsiedler an ihre Gesicht, dass es sich um seine Enkelin handeln müsse. Da er nicht das Lebensglück, wie er befürchtet, seiner Familie zerstören will, hängt er der kleinen als Zeichen der Verbundenheit ein Kettchen um den Hals, das das Porträt ihrer Mutter trägt. Unter der Wucht der Emotionen bricht der Alte dann zusammen.
In diesem Zustand findet ihn Owers’ Schwiegersohn und bringt ihn ins Krankenhaus. Als die heimkehrende Owers-Tochter ihr Jugendbildnis am Kettchen ihrer Tochter entdeckt, weiß sie, dass ihr Vater noch lebt und macht sich sofort auf die Suche nach ihm. Aus der Rettungsstation hat sich der Eremit jedoch wieder heimwärts in Richtung Gebirge begeben. Eine im Hospital liegende Wetterkarte bringt seine Tochter auf die richtige Spur. Sie macht sich auf den mühsamen Weg auf den Gipfel und gerät kurz vor der Wetterwarthütte in eine Lawine, die sie abwärts schleudert. Ihr Vater, der ihren Abgang aus seinem Häuschen beobachtet hatte, stürzt ins Freie, um seine Tochter zu retten. Zwar gelingt ihm dies, aber die Anstrengungen und Aufregungen der letzten Zeit waren zu viel für ihn: Vollkommen ermattet aber glücklich stirbt der Alte in den Armen seiner Tochter.

## Produktionsnotizen
Der Einsiedler von St. Georg entstand zum Jahresbeginn 1916 im verschneiten Riesengebirge Schlesiens, passierte die Filmzensur im März desselben Jahres und wurde im April 1916 in Berlins Mozartsaal uraufgeführt. Der mit Jugendverbot belegte Vierakter besaß eine Länge von etwa 1360 Meter.

## Kritiken
„Der Film bringt außerordentlich plastische Aufnahmen von den Schneeschönheiten des winterlichen Riesengebirges. (…) Friedrich Zelnik hat den Einsiedler mit scharfen Schlaglichtern versehen, er ist ein intelligenter Gestalter, der die Möglichkeit des rollenden Bildes zu nutzen versteht.“

„Was den Film fesselnd macht, sind die künstlerisch vollendeten Aufnahmen und die ausgezeichnete Darstellung. Namentlich Zelnik … bewährt sich wieder als einer der besten Filmdarsteller, der jede Seelenregung plastisch zum Ausdruck bringen kann.“

„Friedrich Zelnik spielt die Hauptrolle. Elegant und vornehm stellt er den reichen Grubenbesitzer und Weltmann dar. Besonders fein ausgearbeitet hat er den Uebergang von dem jugendlichen kraftvollen Manne zum Greise, der er in einer Nacht wird.“

Die Kinematographische Rundschau schrieb: „Ein sehr hübscher Film, dessen stimmungsvolle Handlung dem Hauptdarsteller Friedrich Zelnik reichlich Gelegenheit gibt, sein prächtiges Spiel zu entfalten. (…) Besonders hervorzuheben ist auch noch eine ausgezeichnete Regie, die mit wahrem Kunstverständnis Aufnahmen aus der hehren Majestät der Alpenwelt in den Dienst des Films gestellt hat, die den Wer des schönen Bildes um ein Wesentliches erhöhen“.
Die Wiener Allgemeine Zeitung lobte explizit Zelniks darstellerische Leistung: „Die Rolle des weltflüchtigen Einsiedlers mit dem nach Menschen bangenden Herzen erfordert einen ganzen Künstler. In Friedrich Zelnik stand ein solcher dem Film zu Gebote“.
In seinem Werk Bild und Film im Dienste der Technik, Seite 84, sah Arthur Lassally dies vollkommen anders und kritisierte 1919: Zelniks in diesem Film gezeigte Darstellung eines Ingenieurs „spotte seiner ganzen Ausbildung, die darauf hinzielt, ihn in solchen Fällen die Ruhe bewahren zu lassen und andere zu beruhigen“.